# Emmanuel Piget
Emmanuel Piget (Cognac, 25 februari 1984) is een Frans autocoureur.

## Loopbaan
Piget begon zijn carrière in het karting in 1997, waar hij bleef rijden tot 2000. In 2001 en 2002 nam hij deel aan enkele races in de Eurocup Formule Renault 2.0.
Van 2001 tot 2004 nam Piget deel aan de Franse Formule Renault. In 2001 reed hij voor het team TCS Racing slechts twee races, waarin hij geen punten scoorde. In 2002 werd hij zeventiende in het kampioenschap met 5 punten. In 2003 stapte hij over naar het Green Team, waar hij door zijn eerste podiumplaats als tiende eindigde met 58 punten. In 2004 eindigde hij voor Pole Services als 25e in het kampioenschap zonder punten. Dat jaar nam hij ook voor het eerst deel in de Formule 3, in het winterkampioenschap van het Spaanse Formule 3 kampioenschap.
Na enkele jaren zonder zitje keerde Piget in 2009 terug in de autosport. Hij nam hier deel aan het laatste raceweekend van de Europese F3 Open voor het team Novo Team - Eca. Deze twee races eindigde hij als negende en zeventiende, waarmee hij met één punt als 23e in het kampioenschap eindigde. Met de negende plaats won hij die race in de Copa-klasse, waar hij als dertiende eindigde met 10 punten. In 2010 bleef Piget in de Europese F3 Open rijden, maar nu voor het team MP Racing. Hij behaalde twee derde plaatsen op het Circuit Ricardo Tormo Valencia en het Circuit Magny-Cours, maar stond na het vierde raceweekend niet meer aan de start. Uiteindelijk eindigde hij als tiende in het kampioenschap met 32 punten.
In 2013 keerde Piget opnieuw terug in de autosport, waar hij voor Zeta Corse in de Formule Renault 3.5 Series ging rijden in het eerste raceweekend op het Autodromo Nazionale Monza.